# Comunicar (revista)
Comunicar es una revista científica, con periodicidad trimestral de acceso abierto especializada en resultados de investigación y estudios en educación, comunicación y estudios culturales. Editada en versión bilingüe en español e inglés en todos sus artículos, y además resúmenes en chino, portugués y ruso.
Desde sus inicios en 1993, ha publicado de forma ininterrumpida 1960 artículos con temáticas, autores y lectores internacionales. Se encuentra indexada en 809 bases de datos, directorios selectivos, plataformas de evaluación de revistas, hemerotecas, buscadores de literatura Open Access, portales especializados, catálogos hemerográficos y en 490 bibliotecas universitarias del mundo.
Utiliza un sistema ciego de evaluación de manuscritos visible para el autor y auditado externamente , tiene un Consejo Científico Internacional y una red pública de Revisores Científicos de 1050 investigadores de todo el mundo.
Gestiona los manuscritos a través de la plataforma Open Journal Systems 3.2.2, utiliza el sistema antiplagio Crossref Similarity Check y métricas alternativas para sus artículos (PlumX, Dimensions).
Está especializada en educomunicación: comunicación y educación; TIC; audiencias; nuevos lenguajes y publica monográficos especializados en temas emergentes con enfoque y autores internacionales.

## Historia
La revista comenzó a editarse en 1993 por el Grupo Comunicar, asociación profesional no lucrativa, en España en 1989 en Educomunicación, que colabora con múltiples centros y universidades. Desde 2023, pertenece editorialmente a la empresa inglesa Oxbridge Publishing House.
La primera edición de la revista fue publicada en octubre de 1993 como: “Comunicar, Revista de medios de comunicación y enseñanza”. El dossier de este número fue “Aprender con los medios”. En 1994 pasa a ser “Comunicar, Revista de Medios de Comunicación y Educación”. Desde entonces, se edita con cuatro números al año y cuarenta artículos.  

## Estructura de la revista
La revista se estructura en dos macro-secciones:
- Dossier monográfico: artículos monográficos sobre un tema emergente que abra nuevas fronteras a la ciencia, coordinado por investigadores de reconocido prestigio en el campo.
- Caleidoscopio: sección miscelánea con trabajos de investigación de temas variados relacionados con la comunicación y la educación.[11]

## Gestión
Sigue un proceso de revisión por pares, auditado por el Repositorio Español de Ciencia y Tecnología (RECYT). La gestión de los artículos se realiza con la plataforma Open Journal Systems, software de código abierto para la administración de revistas científicas.
Dispone de dos formatos de publicación: versión impresa y en línea, que se publican en español y en inglés. Además, los títulos, resúmenes y palabras clave tienen versión en chino y portugués, para su mayor difusión, impacto y reconocimiento internacional.

## Alcance
Es accesible en diferentes formatos (ePub, pdf, html, xml) y en plataformas como issuu. Tiene presencia en múltiples redes sociales (Facebook, Twitter, en redes sociales científicas Academia.edu, ResearchGate) y en canales multimedia y audiovisuales como YouTube, Flickr, Baidu y Weibo.

## Factor de impacto
En los últimos años Comunicar se ha posicionado en diversos índices internacionales de calidad de revistas científicas, destacando JCR y SCOPUS (Citescore y SJR). En 2023 está clasificada dentro del Top100 de Google Académico, situándose en la 4ª posición entre las publicaciones en español en todas las áreas (H 49; H5 66).
En SCImago Journal (Rank SJR), es desde 2013 revista Q1 (máximo nivel) en las áreas de Educación, Comunicación y Estudios Culturales con un factor de impacto de 1,41 y un H de 51. En 2023 estaba clasificada en el primer puesto de las categorías de comunicación, estudios culturales y educación. En Scopus (CiteScore) en 2022 cuenta con un factor de impacto de 10,9, siendo Q1 en "Cultural Studies" (posición 1 de 1.203), Q1 en "Communication" (posición 9ª de 493), y Q1 en "Education" (posición 25ª de 1469). Para la Clasificación Integrada de Revistas Científicas está posicionada en la categoría más alta, la Excelencia A+, en la cual se posicionan las ubicadas en el primer cuartil de las categorías de la Journal Citation Reports. Tiene un factor de impacto (JCR-JIF) de 5.6 (Immediacy Index: 2.100), con Q1 en Comunicación (posición 9ª de 96),  Q1 en Educación (posición 17ª de 296).
Cuenta desde 2007 con el Sello de Calidad de la Fundación Española para la Ciencia y la Tecnología (FECYT).

## Métricas de revista
2024
- Web of Science Group : 6.013
- Índice h de Google Scholar: 56
- Scopus: 5.338

## Política de acceso abierto
Es una revista de acceso abierto que permite la visualización completa y gratuita de todos los artículos publicados en su web oficial y los repositorios en que se encuentra difundida. Utiliza la licencia de Creative Commons 3.0 de Reconocimiento No-Comercial, es decir que permite el uso no comercial del artículo y promueve el reconocimiento adecuado de la autoría del contenido, notificando los cambios realizados. Se encuentra incluida en varios directorios de acceso abierto como DOAJ, Dulcinea o Sherpa-Romeo.